# Ectinoderus
Ectinoderus is een geslacht van wantsen uit de familie van de Reduviidae (Roofwantsen). Het geslacht werd voor het eerst wetenschappelijk beschreven door John Obadiah Westwood in 1845.

## Soorten
Het genus bevat de volgende soorten:

- Ectinoderus bipunctatus (Amyot & Serville, 1843)
- Ectinoderus caedens Miller, 1958
- Ectinoderus celebensis Miller, 1954
- Ectinoderus certator Miller, 1958
- Ectinoderus exortivus Distant, 1903
- Ectinoderus longimanus Westwood, 1845
- Ectinoderus nitidus Stål, 1866
- Ectinoderus philippinensis Westwood, 1845
- Ectinoderus rueppelli Breddin, 1900
- Ectinoderus ruppelli Breddin, 1900
- Ectinoderus sinicus Chen & Cai, 2022
- Ectinoderus sumptuosus Distant, 1903
- Ectinoderus surmpluosus Distant, 1903